# Weymouthia cochlearifolia
Weymouthia cochlearifolia là một loài Rêu trong họ Meteoriaceae. Loài này được (Schwägr.) Dixon miêu tả khoa học đầu tiên năm 1927.